# Krest i Mauzer
Krest i Mauzer (russisk: Крест и Маузер) er en sovjetisk stumfilm fra 1925 af Vladimir Gardin.

## Medvirkende
- Nikolaj Kutuzov som Ieronim Desnitskij
- Naum Rogozjin som Sjur
- Pjotr Starkovskij
- Vladimir Kriger
- Nina Li som Marijka